# Municipio de Wood (condado de Douglas)
El municipio de Wood (en inglés: Wood Township) es un municipio ubicado en el condado de Douglas en el estado estadounidense de Misuri. En el año 2010 tenía una población de 366 habitantes y una densidad poblacional de 3,89 personas por km².

## Geografía
El municipio de Wood se encuentra ubicado en las coordenadas 37°1′14″N 92°15′2″O / 37.02056, -92.25056. Según la Oficina del Censo de los Estados Unidos, el municipio tiene una superficie total de 94.15 km², de la cual 94,12 km² corresponden a tierra firme y (0,03 %) 0,03 km² es agua.

## Demografía
Según el censo de 2010, había 366 personas residiendo en el municipio de Wood. La densidad de población era de 3,89 hab./km². De los 366 habitantes, el municipio de Wood estaba compuesto por el 96,99 % blancos, el 0,55 % eran amerindios y el 2,46 % eran de una mezcla de razas. Del total de la población el 2,19 % eran hispanos o latinos de cualquier raza.